# Lützelburg (Ottrott)
Die Lützelburg, auch als Vorder-Lützelburg bezeichnet,  ist die Ruine einer Höhenburg bei Ottrott im Département Bas-Rhin im Elsass. Sie ist Teil der Ottrotter Schlösser.

## Geschichte
Die Burg stammt wohl aus der ersten Hälfte des 13. Jahrhunderts. Im Jahr 1372 wurde sie eventuell durch Enguerrand VII. de Coucy zerstört. 1392 war der „Burgstall“ als Reichslehen im Besitz der von Andlau, gefolgt von den Rathsamhausen-Ehnweier 1393. Im Jahr 1570 war sie zumindest in Teilen wieder Ruine, 1856/57 wurde die Burg restauriert.

## Anlage

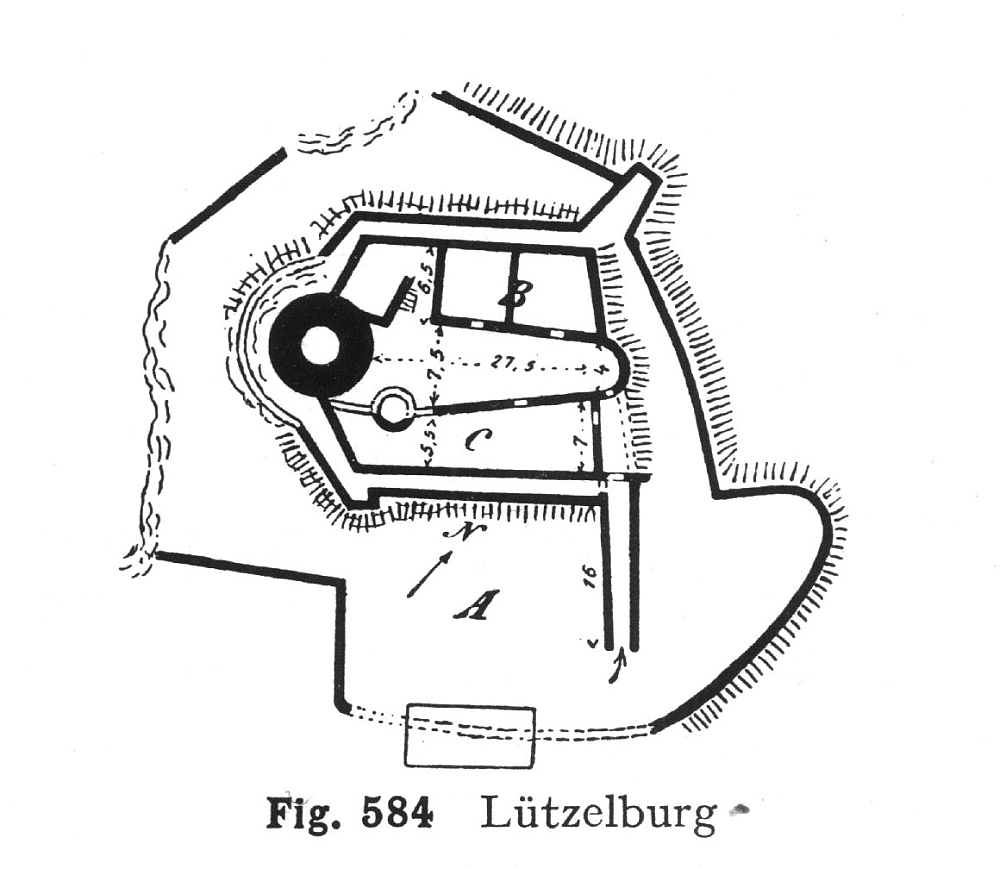
Grundriss

Der Innenbereich der gut erhaltenen fünfeckigen Ruine mit rundem Bergfried und Schildmauer ist für Besucher aus Sicherheitsgründen gesperrt. Die Mantelmauerburg ist fast rundherum von einem Zwinger umgeben und verfügt im Norden über eine Barbakane.